# マリア・アントーニア・フォン・バイエルン
マリア・アントーニア・ヴァルプルギス・フォン・バイエルン（Maria Antonia Walpurgis von Bayern, 1724年7月18日 - 1780年4月23日）は、ザクセン選帝侯フリードリヒ・クリスティアンの妃。
バイエルン選帝侯カール・アルブレヒト（後の神聖ローマ皇帝カール7世）と妃マリア・アマーリエの次女として、ミュンヘンで生まれた。弟にマクシミリアン3世ヨーゼフ、妹に神聖ローマ皇后マリア・ヨーゼファがいる。

## 子女
1747年6月20日、従兄にあたるフリードリヒ・クリスティアンと結婚。9子を生んだ。
- 死産（1748年）
- フリードリヒ・アウグスト3世（1750年 - 1827年） - ザクセン選帝侯、後にザクセン王、ワルシャワ公
- カール・マクシミリアン（1752年 - 1781年）
- ヨーゼフ・マリア（1754年 - 1781年）
- アントン・クレメンス（1755年 - 1836年） - ザクセン王
- マリア・アマーリア（1757年 - 1813年）
- マクシミリアン（1759年 - 1838年） - カロリーネ・フォン・ブルボン＝パルマ（パルマ公フェルディナンドの長女）と結婚
- テレーゼ・マリア（1761年 - 1820年）
- 死産（1762年）